# Jerzy Czajka
Jerzy Czajka (ur. 11 października 1942 w Poznaniu) – polski hokeista na trawie, olimpijczyk, trener.

## Życiorys
Syn Franciszka i Marii z Gołąbków, ukończył Technikum Mechaniczno-Elektryczne w Poznaniu (1971), uzyskując zawód technika energetyka. Od 1950 trenował hokej w Warcie Poznań, w 1958 zadebiutował w ekstraklasie. W latach 1963–1975 zdobył w barwach Warty 10 tytułów mistrza Polski. Od 1962 grał w reprezentacji narodowej, w 36 meczach strzelił 3 bramki. Brał udział w mistrzostwach Europy (1970) i igrzyskach olimpijskich w Monachium (1972), na których Polska zajęła 11. miejsce. Grał na pozycji pomocnika.
Po zakończeniu kariery sportowej zajął się pracą trenerską. Ukończył Studium Trenerskie w Akademii Wychowania Fizycznego w Poznaniu (1981). Prowadził m.in. zespół Pocztowca Poznań (1979, 1981, 1982, 1983 mistrzostwo Polski) oraz reprezentację narodową (1984, uzyskał awans na mistrzostwa Europy). W 1976 otrzymał odznakę „Zasłużony Mistrz Sportu”.
W 2002 utworzył grupę hokejową, w Swarzędzu k. Poznania, pod nazwą OTKKF SHT „Swarek” Swarzędz. Zaczynali grać tam młodzi ludzie, nie znający się w ogóle na tej dyscyplinie. 4 lata później (2006) „Swarek” zdobywa tytuł Mistrza Polski w kategorii Junior Młodszy. Do dziś nieliczni zawodnicy „Swarka”, grają w I i II lidze hokeja na trawie.
Mąż Ireny ze Szramów, ojciec Sławomira. Hokej na trawie uprawiali również bracia Jerzego - Marian, Włodzimierz i Ryszard.